# جيمس لودون
جيمس لودون (بالإنجليزية: James Loudon)‏ (و. 1841 – 1916 م) هو فيزيائي من كندا . ولد في تورونتو .
توفي في تورونتو ، عن عمر يناهز 75 عاماً.